# エイリーク・ラウデス・ランド
エイリーク・ラウデス・ランド（ノルウェー語：Eirik Raudes Land / グリーンランド語：Erik Aappaluttup Nuna）は、1930年代にノルウェーがグリーンランド東部の一部を占領し、同地に「エイリーク・ラウデス・ランド」と名付けて領有権を主張したが1933年に行われた常設国際司法裁判所の結果ではノルウェーは不利な判決を下して最終的にノルウェーは領有権を破棄した。
かつて同地にはイヌイットの居住区が存在していたが1823年に目撃されたのを最後にイヌイットは姿を消し、1931年にグリーンランド東部は無人状態となり、ノルウェーの主要な基地3つのみとなっていた。

## 概要

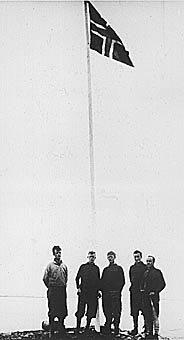
当時の写真

1931年6月、アークティックトレーディング株式会社の創設者ハルバード・デボルド氏（Hallvard Devold）は東グリーンランドにあるミグブクタでノルウェーの国旗を掲揚し､同年7月10日にはノルウェー領とする国王宣言が布告された。領域は南はカールスバーグフィヨルド、北はベッセルフィヨルド、西はグリーンランド内陸氷と定められた。

## 再主張

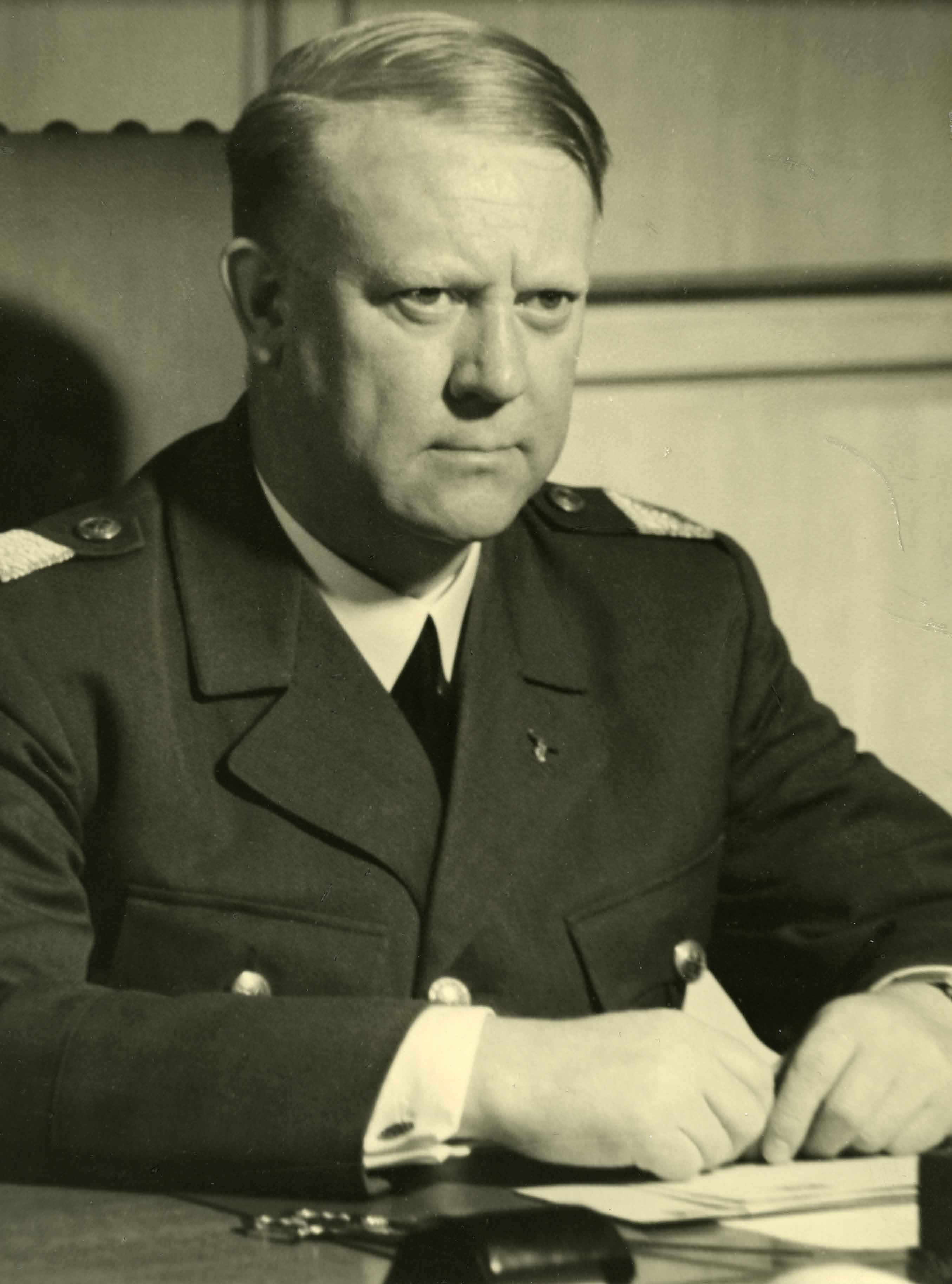
ヴィドクン・クヴィスリング

第二次世界大戦中の1940年にノルウェー侵攻を受けてドイツの統治下に置かれた後に親独派のヴィドクン・クヴィスリングによってクヴィスリング政権が樹立されると一度は破棄した領有権を再び主張、さらには主張領域はグリーンランド全体へと拡張され、クヴィスリングがグリーンランドへの侵攻をドイツに提案したが実現が難しいことから却下された。
1941年の夏頃にSSブスコ号が気象観測所を設立する為に東グリーンランドへ向かったが、アメリカに拿捕されて失敗に終わった。